# خرستینا پوهرانیچنا
خرستینا پوهرانیچنا (الگو:Lang-ukr؛ زادهٔ ۱۳ مهٔ ۲۰۰۳) ژیمناست ریتمیک اهل اوکراین است.